# 4297 Eichhorn
4297 Eichhorn este un asteroid din centura principală, descoperit pe 19 aprilie 1938 de Wilhelm Dieckvoss.